# Max von Sydow
Max Carl Adolf von Sydow (pronunciaciónⓘ) (Lund, Escania, 10 de abril de 1929-Provenza, 8 de marzo de 2020), conocido como Max von Sydow, fue un actor sueco, posteriormente nacionalizado francés. Nominado al Premio Óscar por Pelle el conquistador y por Tan fuerte, tan cerca (Extremely Loud and Incredibly Close), fue reconocido sobre todo por sus trabajos con el cineasta Ingmar Bergman, aunque también actuó a las órdenes de John Huston, Steven Spielberg, Woody Allen, Martin Scorsese y Sydney Pollack. Fue uno de los actores más respetados de la industria del cine.
Protagonizó e interpretó diversos papeles secundarios en numerosas películas, en muchos países y en un sinfín de lenguas, incluyendo su sueco natal, noruego, inglés, italiano, alemán, danés, francés y español. Recibió el Premio Real Fundación Cultural de Suecia de 1954, el título de Comendador de las Artes y las Letras en 2005 y fue nombrado Caballero de la Legión de Honor el 17 de octubre de 2012.[cita requerida]
Falleció a los noventa años en su casa de la Provenza, el 8 de marzo de 2020; la noticia fue difundida por su viuda.

## Biografía

### Orígenes
Max von Sydow nació en Lund, Escania (Suecia), en el seno de una familia aristocrática sueca. Su padre, Carl Wilhelm von Sydow, fue profesor de la Universidad de Lund, y su madre, la Friherrinna (baronesa) Greta Rappe, fue una maestra de escuela. El pequeño Max se mostró como un chico tranquilo y tímido.
Asistió al colegio católico de Lund y se habituó a hablar alemán e inglés desde los nueve años. En el colegio, junto a algunos de sus compañeros, fundó una compañía de teatro amateur donde empezó a subirse al escenario. 
Después de cumplir el servicio militar, asistió al Teatro de Arte Dramático ("Dramaten") de Estocolmo, donde estudiaría interpretación desde 1948 hasta 1951 con otros ilustres futuros actores suecos como Lars Ekborg, Margaretha Krook e Ingrid Thulin. Durante su época en Dramaten hizo su debut en la gran pantalla de la mano del director Alf Sjöberg en las películas Sólo una madre (Bara en mor, 1949) y La señorita Julie (Fröken Julie, 1951).

### Encuentro con Bergman
Se trasladó a Malmö en 1955. Allí conoció a quien sería su mentor, Ingmar Bergman. Su primer trabajo juntos sería en una representación en el Teatro municipal de Malmö, en el que pusieron en marcha el primer montaje en Europa de la obra La gata sobre el tejado de zinc, de Tennessee Williams. Posteriormente trabajaría en cine con Bergman en películas como El séptimo sello (Det sjunde inseglet, 1957), Fresas salvajes (Smultronstället, 1957) y El manantial de la doncella (Jungfrukällan, 1960). Fue en las películas que realizó con Bergman donde perfeccionaría su estilo, que lo destacaría en su carrera.[cita requerida]
Durante muchos años trabajó en el cine escandinavo y se resistió a los cantos de sirena que venían desde Hollywood; entre estas ofertas, la de interpretar al Dr. No, en la primera entrega de James Bond. No sería hasta 1965 cuando interpretaría a Jesús, en la producción de George Stevens The Greatest Story Ever Told. Este papel le catapultó directamente a ser uno de los actores más cotizados de Hollywood, por lo que él y su familia (su mujer, la actriz Kerstin Olin y sus dos hijos, Claes and Henrik) se trasladarían a Los Ángeles.[cita requerida]
Desde 1965 se convirtió en un actor regular en las producciones estadounidenses (de directores como John Huston y George Roy Hill), a la vez que participaría también en producciones suecas, como La hora del lobo y La vergüenza, de Ingmar Bergman y Los emigrantes, de Jan Troell.[cita requerida]

### DeEl exorcistaaStar Wars

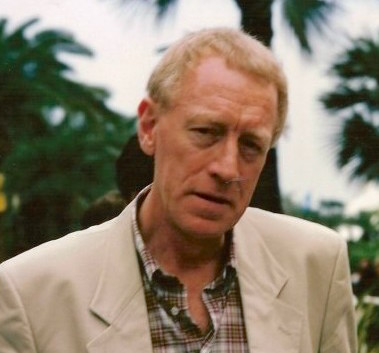
Festival de Cannes, 1990.

En 1973 interpretó uno de sus personajes más conocidos, el del padre Merrin en El exorcista, papel que le valdría una nominación a los Globos de Oro.[cita requerida]
Se trasladó a Roma para aparecer en numerosas producciones italianas y allí entabló una gran amistad con Marcello Mastroianni, pero siguió trabajando en el cine norteamericano, en producciones tan recordadas como Three Days of the Condor, de Sydney Pollack, y El viaje de los malditos, de Stuart Rosenberg.
En la década de 1980, actuó bajo la dirección de Woody Allen en Hannah y sus hermanas (1986) y con David Lynch en el filme Dune (1984), así como en producciones más comerciales como Evasión o victoria (1981), Conan el bárbaro (1982) y una entrega de la saga de James Bond: Nunca digas nunca jamás (1983). Pero el actor sueco no se olvidaría de los proyectos del Viejo Continente, y así, se le pudo ver en una de sus mejores películas de la década, en el filme dirigido por el danés Bille August Pelle el conquistador, papel por el que conseguiría su primera nominación a los Oscar, aparte de diferentes premios, tales como el Premio Bodil, el premio Felix, el premio Robert (1988) y el premio Guldbagge.
Aparte de este reconocimiento, también obtuvo el premio del Instituto de Cine Australiano en la categoría de mejor actor con Padre (1990), el del Festival Internacional de Cine de Tokio por El toque silencioso (1993) y tres premios Guldbagge por Hamsun, Katinka y Pelle el conquistador.[cita requerida]
En 1988, dirigió su primera película, Katinka (Ved vejen, 1988), basada en una novela de Herman Bang. Considerado uno de los actores más veteranos y activos del cine mundial, Von Sydow siguió sumando papeles en títulos de renombre desde la década de 1990, que le hicieron familiar para nuevas generaciones; se pueden citar filmes como: Despertares (1990), de Penny Marshall; Hasta el fin del mundo (1991), de Wim Wenders; Juez Dredd, junto a Sylvester Stallone; Minority Report (2002), de Steven Spielberg; Shutter Island (2010), de Martin Scorsese; Robin Hood (2010), de Ridley Scott; Tan fuerte, tan cerca (2011), de Stephen Daldry (por el que fue nominado al Oscar), o Star Wars: Episodio VII - El despertar de la Fuerza (2015). En 2016 se incorporó al elenco de la teleserie Juego de tronos, en su sexta temporada.
En 1996, se divorció de Kerstin Olin y se casó con la cineasta francesa Catherine Brelet. A partir de entonces, von Sydow se nacionalizó francés en 2002, para lo cual renunció a su nacionalidad sueca, y vivió en París hasta su fallecimiento, en marzo de 2020.[cita requerida]

## Filmografía
- Sólo una madre (Bara en mor) (1949), de Alf Sjöberg.
- Señorita Julia (Fröken Julie) (1951), de Alf Sjöberg.
- Ingen mans kvinna (1953), de Lars-Eric Kjellgren ("Mujer de ningún hombre").
- Rätten att älska (1956), de Mimi Pollak ("El derecho a amar").
- Herr Sleeman kommer (1957), de Ingmar Bergman ("Ahí viene el Señor Sleeman").
- Prästen i Uddarbo (1957), de Kenne Fant ("El cura de Uddarbo").
- El séptimo sello (Det sjunde inseglet) (1957), de Ingmar Bergman.
- Fresas salvajes (Smultronstället) (1957), de Ingmar Bergman.
- En el umbral de la vida (Nära livet) (1958), de Ingmar Bergman.
- Spion 503 (1958), de Jørn Jeppesen.
- Rabies (1958), de Ingmar Bergman. Película para televisión.
- El rostro (Ansiktet) (1958), de Ingmar Bergman.
- El manantial de la doncella (Jungfrukällan) (1960), de Ingmar Bergman.
- The Wedding Day (Bröllopsdagen) (1960), de Kenne Fant.
- Como en un espejo (Såsom i en spegel) (1961), de Ingmar Bergman.
- The Adventures of Nils Holgersson (Nils Holgerssons underbara resa genom Sverige) (1962), de Kenne Fant.
- The Swedish Mistress (Älskarinnan) (1962), de Vilgot Sjöman ("La amante").
- Los comulgantes (Nattvardsgästerna) (1963), de Ingmar Bergman.
- 4 x 4 Kvist (segment "Uppehåll i myrlandet") (1965), de Rolf Clemens, Palle Kjærulff-Schmidt, Maunu Kurkvaara, Klaus Rifbjerg y Jan Troell.
- El precio de una cabeza (The Reward) (1965), de Serge Bourguignon.
- The Greatest Story Ever Told (1965), de George Stevens.
- The Quiller Memorandum (1966), de Michael Anderson.
- Hawái (1966) (Hawái (película de 1996)), de George Roy Hill.
- El fuego de la vida (Här har du ditt liv) (1966), de Jan Troell ("Aquí tienes tu vida").
- The Diary of Anne Frank (1967), de Alex Segal.
- La hora del lobo (Vargtimmen) (1968), de Ingmar Bergman.
- Black Palm Trees (Svarta palmkronor) (1968), de Lars-Magnus Lindgren.
- La vergüenza (Skammen) (1968), de Ingmar Bergman.
- Made in Sweden (1969), de Johan Bergenstråhle.
- Pasión (En passion) (1969), de Ingmar Bergman.
- La carta del Kremlin (The Kremlin Letter) (1970), de John Huston.
- El visitante nocturno (The Night Visitor) (1971), de László Benedek.
- Los emigrantes (Utvandrarna) (1971), de Jan Troell.
- The Apple War (1971), de Tage Danielsson.
- La carcoma (Beröringen) (1971), de Ingmar Bergman.
- I havsbandet (1971), de Bengt Lagerkvist ("Bajo el influjo del mar").
- Embassy (El caso Gorenko) (Embassy) (1972), de Gordon Hessler.
- La nueva tierra (Nybyggarna) (1972), de Jan Troell. ("Los nuevos constructores")
- Kvartetten som sprängdes (1973), de Hans Alfredson ("El cuarteto que se hizo explotar").
- El exorcista (The Exorcist) (1973), de William Friedkin.
- El lobo estepario (1974), de Fred Haines
- Trompe-l'oeil (1975), de Claude d'Anna.
- The Softening of the Egg (1975), de Hans Alfredson.
- Corazón de perro (1975) (Cuore di cane), de Alberto Lattuada.
- Nueva York, año 2012 (1975) (The Ultimate Warrior), de Robert Clouse.
- Los tres días del cóndor (1975) (Three Days of the Condor), de Sydney Pollack.
- El viaje de los malditos (1976) (Voyage of the Damned), de Stuart Rosenberg.
- El desierto de los tártaros (Il deserto dei tartari) (1976), de Valerio Zurlini.
- Foxtrot (1976), de Arturo Ripstein.
- Excelentísimos cadáveres (Cadaveri eccellenti, 1976), de Francesco Rosi.

- Marchar o morir (March or Die) (1977), de Dick Richards.
- Exorcista II: el hereje (1977) (Exorcist II: The Heretic), de John Boorman.
- Gran bollito (1977), de Mauro Bolognini.
- Objetivo: Patton (Brass Target) (1978), de John Hough.
- Huracán (Hurricane) (1979), de Jan Troell.
- La muerte en directo (La mort en direct) (1980), de Bertrand Tavernier.
- Bugie bianche / Professione figlio (Bugie bianche) (1980), de Stefano Rolla.
- Flash Gordon (1980), de Mike Hodges.
- Evasión o victoria (Escape to Victory) (1981), de John Huston.
- Jugando con la muerte (1982), de José Antonio de la Loma.
- El vuelo del águila (Ingenjör Andrées luftfärd) (1982), de Jan Troell ("El viaje aéreo del ingeniero Andrée").
- Conan el Bárbaro (Conan the Barbarian, 1982, de John Milius).
- Strange Brew (1983), de Rick Moranis y Dave Thomas.
- Círculo de pasiones (Le cercle des passions) (1983), de Claude d'Anna.
- Dernier civil, Le (1983), de Laurent Heynemann.
- Nunca digas nunca jamás (Never Say Never Again) (1983), de Irvin Kershner.
- La gran huida (Dreamscape) (1984), de Joseph Ruben.
- Samson and Delilah (1984), de Lee Philips.
- Guerreros del espacio (The Ice Pirates) (1984), de Stewart Raffill.
- A Soldier's Tale (1984), de R.O. Blechman y Christian Blackwood.
- Dune (1984), de David Lynch.
- El arrepentido (Il pentito) (1985), de Pasquale Squitieri.
- Code Name: Emerald (1985), de Jonathan Sanger.
- Christopher Colombus (1985), de Alberto Lattuada.
- Kojak: The Belarus File (1985), de Robert Markowitz.
- The Last Place on Earth (1985), de Ferdinand Fairfax.
- Quo Vadis? (1985), de Franco Rossi.
- Ansias de vivir (Duet for One) (1986), de Andrei Konchalovsky.
- Hannah y sus hermanas (Hannah and Her Sisters) (1986), de Woody Allen.
- Lobos salvajes (Oviri) (1986), de Henning Carlsen.
- Gösta Berlings saga (1986), de Bengt Lagerkvist.
- The Second Victory (1986), de Gerald Thomas.
- Pelle el conquistador (Pelle erobreren) (1987), de Bille August.
- Katinka (1989), de Max von Sydow.
- La paz en peligro (Red King, White Knight) (1989), de Geoff Murphy.
- Hiroshima: Out of the Ashes (1990), de Peter Werner.
- A Violent Life (Una vita scellerata) (1990), de Giacomo Battiato. ("Una vida fuera de control")
- Padre (1990) (Father), de John Power.
- Despertares (Awakenings) (1990), de Penny Marshall.
- Oxen (1991), de Sven Nykvist.
- Hasta el fin del mundo (Bis ans Ende der Welt) (1991), de Wim Wenders.
- Europa (1991) (voz), de Lars von Trier.
- Bésame antes de morir (A Kiss Before Dying) (1991), de James Dearden.
- The Bachelor (Mio caro dottor Gräsler) (1991), de Roberto Faenza.
- Las mejores intenciones (Den goda viljan) (1992), de Bille August ("La mejor intención").
- Grandpa's Journey (Morfars resa) (1993), de Staffan Lamm.
- Och ge oss skuggorna (1993), de Björn Melander ("Y danos las sombras").
- La tienda de Stephen King (Needful Things) (1993), de Fraser Clarke Heston.
- El toque silencioso (Dotknięcie ręki) (1993), de Krzysztof Zanussi.
- Onkel Vanja (1994), de Björn Melander ("Tío Vanja").
- Time Is Money (1994), de Paolo Barzman.
- Ciudadano X (Citizen X) (1995) (TV), de Chris Gerolmo.
- Depth Solitude (Dypets ensomhet) (1995), de Thomas Lien y Joachim Solum. ("Soledad de la profundidad")
- A che punto è la notte (1995), de Nanni Loy.
- Juez Dredd (Judge Dredd) (1995), de Danny Cannon.
- Radetzky March (Radetzkymarsch) (1995), de Axel Corti y Gernot Roll.
- Encuentros privados (Enskilda samtal) (1996), de Liv Ullmann ("Conversaciones privadas").
- Samson and Delilah (1996), de Nicolas Roeg.
- Jerusalem (1996), de Bille August.
- Hamsun (1996), de Jan Troell.
- Truck Stop (1996), de Michael Muschner.
- Salomón (Solomon) (1997), de Roger Young.
- La princesa y el mendigo (La principessa e il povero) (1997), de Lamberto Lava.
- Aguas turbulentas (Hostile Waters) (1997), de David Drury.
- Más allá de los sueños (What Dreams May Come) (1998), de Vincent Ward.
- Mientras nieva sobre los cedros (Snow Falling on Cedars) (1999), de Scott Hicks.
- Núremberg (2000), de Yves Simoneau.
- Intacto (2001), de Juan Carlos Fresnadillo.
- Druidas (Vercingétorix) (2001), de Jacques Dorfmann.
- Insomnio (Non ho sonno) (2001), de Dario Argento.
- Les amants de Mogador (2002), de Souheil Ben-Barka.
- Minority Report (2002), de Steven Spielberg.
- Hidden Children (La Fuga degli innocenti) (2004) (mini) TV Series
- Heidi (2005), de Paul Marcus, como el Viejo de los Alpes.
- El reino del anillo (Dark Kingdom: The Dragon King) (2006), de Uli Edel.
- En busca de la tumba de Cristo (L'inchiesta) (2006), de Giulio Base. ("La pesquisa")
- Hora punta 3 (Rush Hour 3) (2007), de Brett Ratner.
- Aritmética emocional (2007),
- Le scaphandre et le papillon (2007), de Julian Schnabel.
- Un hombre y su perro (2008), de Francis Huster.
- Oscar et la dame rose (2009), de Eric-Emmanuel Schmitt.
- Solomon Kane (2009), de Michael J. Bassett.
- Shutter Island (2010), de Martin Scorsese.
- Robin Hood (2010), de Ridley Scott.
- The Elder Scrolls V: Skyrim (2011) (voz de Esbern), de Bethesda Softworks.
- Extremely Loud and Incredibly Close (2011) de Stephen Daldry.
- Star Wars: Episodio VII - El despertar de la Fuerza (2015) de J. J. Abrams
- Juego de Tronos (2015) de David Benioff y D.B. Weiss
- Kursk (2018) de Thomas Vinterberg.

## Premios
Premios Oscar
| Año  | Categoría              | Película                            | Resultado |
| ---- | ---------------------- | ----------------------------------- | --------- |
| 1989 | Mejor actor            | Pelle el conquistador               | Nominado  |
| 2012 | Mejor actor de reparto | Extremely Loud and Incredibly Close | Nominado  |

Globos de Oro
| Año  | Categoría              | Película     | Resultado |
| ---- | ---------------------- | ------------ | --------- |
| 1974 | Mejor actor de reparto | El exorcista | Candidato |
| 1967 | Mejor actor - Drama    | Hawaii       | Candidato |

Premios Emmy
| Año  | Categoría                                      | Película               | Resultado |
| ---- | ---------------------------------------------- | ---------------------- | --------- |
| 1990 | Mejor actor de reparto - Miniserie o telefilme | Red King, White Knight | Candidato |

Festival de Cine de San Sebastián
| Año  | Categoría       | Resultado |
| ---- | --------------- | --------- |
| 2006 | Premio Donostia | Ganador   |

Festival Internacional de Cine de Venecia
| Año  | Categoría                      | Película            | Resultado |
| ---- | ------------------------------ | ------------------- | --------- |
| 1982 | Premio Pasinetti - Mejor actor | El vuelo del águila | Ganador   |